# Franco Mancini (filologo)
Franco Mancini (Agello, 3 novembre 1921 – Perugia, 1º dicembre 2008) è stato un filologo e bibliotecario italiano.

## Biografia
Laureato all'Università di Roma nel 1945 con Natalino Sapegno, insegnò nelle scuole superiori fino al
1954, quando divenne direttore della Biblioteca comunale di Todi. Negli anni '70 passò all'insegnamento universitario. Come filologo è ricordato per importanti edizioni critiche tra cui si ricordano quelle di Garzo dell'Incisa e soprattutto quella delle Laude di Jacopone da Todi per gli Scrittori d'Italia Laterza uscita nel 1974 e più volte ristampata. Della sua attività di poeta e narratore si ricorda il Prosimetro 1975-1985, pubblicato dalla casa editrice San Marco dei Giustiniani nel 1986 con una nota di Giovanni Giudici.

## Opere principali
- Ispirazione e linguaggio di Caterina da Siena, Trieste, Zigiotti, 1951
- La poesia di Vittoria Aganoor, Firenze, Le Monnier, 1959
- Todi e i suoi castelli: pagine di storia e d'arte, Città di Castello, Unione arti grafiche, 1960
- La poesia religiosa in Umbria e in Toscana tra decimoterzo e decimoquarto secolo, Perugia, Copylitart, 1973
- Scritti filologici, Pisa, Giardini, 1985
- La figura nel cuore fra cortesia e mistica: dai siciliani allo stilnuovo, Napoli, Edizioni scientifiche italiane, 1988
- Saggi e sondaggi: letteratura italiana e cultura religiosa; presentazione di Ugo Dotti, Roma, Archivio Guido Izzi, 1993
- Il tempo della gioia: un'interpretazione del Laudario di Cortona con appendice di note esegetiche, Roma, Archivio Guido Izzi, 1996
- Commento al "Protolaudario" di Iacopone da Todi, a cura di Enrico Menestò, Spoleto, Centro italiano di studi sull'alto medioevo, 2007
- Saggi e sondaggi iacoponici, a cura di Enrico Menestò,	Spoleto, Centro italiano di studi sull'alto medioevo, 2016